# Quadriscutella papillata
Quadriscutella papillata är en mossdjursart som beskrevs av Bock och Cook 1993. Quadriscutella papillata ingår i släktet Quadriscutella och familjen Phorioppniidae. Inga underarter finns listade i Catalogue of Life.